# Томислав Гарић
Томислав Гарић (Призрен, 17. јул 1932) српски је сликар из Призрена. 

## Биографија
Томислав Гарић је дипломирао на Академији ликовних уметности у Београду.
Претежно је радио у комбинованој техници (пастел, темпера, оловка). Самостално је излагао у Призрену, Пећи и Приштини. Учествовао је на групним изложбама у Приштини, Сарајеву, Катовицама и Паризу.